# Tuyến Keiō
Tuyến Keiō (京王線 Keiō-sen) là tuyến đường sắt dài 37,9 km ở phía tây Tokyo, Nhật Bản, thuộc sở hữu của nhà điều hành đường sắt tư nhân Keio Corporation. Tuyến này kết nối Shinjuku, Tokyo, với thành phố ngoại ô Hachiōji. Tuyến Keiō là một phần của mạng lưới có các nút giao và chạy qua các tuyến khác thuộc Tập đoàn Keio: gồm Tuyến Keiō Mới, Tuyến Keiō Sagamihara, Tuyến Keibajo, Tuyến Dobutsuen, Tuyến Takao và tuyến Keiō Inokashira có khổ 1,067 mm (3 ft 6 in).

## Phục vụ
Sáu loại dịch vụ một điểm đến khác nhau được vận hành trên Tuyến Keiō, cùng với các chuyến tàu địa phương. Các điểm đến đều là từ Shinjuku, trừ khi có chỉ định khác. Trong bài viết này có viết tắt tiếng Việt.
     Keiō Liner (京王ライナー Keiō rainā) (KL)
Dịch vụ giá vé bổ sung cho chỗ ngồi đặt trước ràng buộc đối với đến Keiō-Hachiōji và Hashimoto.
Từ ngày 22 tháng 2 năm 2019, Keiō Liner bắt đầu cung cấp dịch vụ tàu có chỗ ngồi đặt trước từ Keio-Hachioji và Hashimoto đến Shinjuku vào buổi sáng.
Các chuyến tàu buổi sáng chỉ cho phép hành khách lên tàu ngoại trừ Shinjuku (Chỉ một cửa của mỗi toa sẽ mở trước Shinjuku), trong khi các chuyến tàu buổi tối được miễn phí đi sau Fuchu.
     Đặc Cấp (特急 tokkyū) (ĐC)
Hầu hết các tuyến đi Keiō-Hachiōji và Takaosanguchi có thể chạy từ Shinjuku lần lượt trong chỉ 37 phút và 39 phút.
     Chuẩn Đặc Cấp (準特急 juntokkyū) (CĐC)
Hầu hết các dịch vụ này liên kết với Hashimoto, Keiō-Hachiōji và Takaosanguchi.
     Cấp Hành (急行 kyūkō) (CH)
Hầu hết các dịch vụ đều chạy từ Tuyến Toei Shinjuku tại địa phương và được sử dụng làm tuyến tốc hành trên Tuyến Sagamihara qua Chōfu vào buổi sáng và buổi tối; các dịch vụ khác vào buổi sáng và buổi tối được kết nối với Keiō-Hachiōji, Takaosanguchi và Takahatafudō.
     Khu Gian Cấp Hành (区間急行 kukan kyūkō) (KGCH)
Hầu hết bị ràng buộc trên Tuyến Sagamihara. Cho đến năm 2013, đây là các dịch vụ chỉ phục vụ các ngày trong tuần được gọi là "Thông cần khoái tốc" (通勤快速 tsūkin kaisoku).
     Khoái Tốc (快速 kaisoku) (KT)
Hầu hết các dịch vụ này là cho Hashimoto và Keiō-Tama-Centre trên tuyến Sagamihara, và Takaosanguchi trên tuyến Takao.
     Địa phương (各駅停車 (Các trạm đình xa) kakueki teisha)
Còn được gọi tắt là kakutei (各停 (các đình)). Cho đến năm 2001 nó được gọi là futsū (普通 (phổ thông)).

## Nhà ga
- Tất cả các nhà ga đều nằm ở Tokyo.
- Mọi chuyến tàu địa phương đều dừng ở tất cả các ga.

Chú giải:
- ● - mọi chuyến tàu dừng ở ga này.;◇- tàu dừng tại ga này trong sự kiện đặc biệt.;｜- mọi chuyến tàu đều đi qua
- KT - Khoái tốc; KGCH - Khu Gian Cấp Hành; CH - Cấp Hành; CĐC - Chuẩn Đặc Cấp; ĐC - Đặc Cấp; KL - Keiō Liner

| Số                                                             | Ga                  | Tiếng Nhật   | Khoảng cách (km) | Khoảng cách (km) | KT | KGCH | CH | CĐC | ĐC | KL | Trung chuyển | Vị trí   |
| Số                                                             | Ga                  | Tiếng Nhật   | Giữa các ga      | Tổng             | KT | KGCH | CH | CĐC | ĐC | KL | Trung chuyển | Vị trí   |
| -------------------------------------------------------------- | ------------------- | ------------ | ---------------- | ---------------- | -- | ---- | -- | --- | -- | -- | --- | -------- |
|                                                                | Shinjuku            | 新宿         | -                | 0.0              | ●  | ●    | ●  | ●   | ●  | ●  | - JC Tuyến Chuo (Cấp hành) - JB Tuyến Chuo-Sobu - JY Tuyến Yamanote - JA Tuyến Saikyo - JS Tuyến Shonan Shinjuku - M Tokyo Metro Marunouchi (M-08) - E Tuyến Toei Oedo (E-27) (Shinjuku-Nishiguchi (E-01)) - S Tuyến Toei Shinjuku(S-01) - Tuyến Odakyu Odawara - Tuyến Seibu Shinjuku (Seibu-Shinjuku) | Shinjuku |
| Chỉ có thể đến các ga Hatsudai và Hatagaya qua Tuyến Keio Mới. |                     |              |                  |                  |    |      |    |     |    |    | |          |
|                                                                | Sasazuka            | 笹塚         | 3.6              | 3.6              | ●  | ●    | ●  | ●   | ｜ | ｜ | Tuyến Keio Mới (một số chuyến chạy qua từ Chōfu, Hashimoto và Keio-Hachiōji). | Shibuya  |
|                                                                | Daitabashi          | 代田橋       | 0.8              | 4.4              | ｜ | ｜   | ｜ | ｜  | ｜ | ｜ | | Setagaya |
|                                                                | Meidaimae           | 明大前       | 0.8              | 5.2              | ●  | ●    | ●  | ●   | ●  | ｜ | Tuyến Keio Inokashira | Setagaya |
|                                                                | Shimo-Takaido       | 下高井戸     | 0.9              | 6.1              | ●  | ｜   | ｜ | ｜  | ｜ | ｜ | SG Tuyến Tokyu Setagaya | Setagaya |
|                                                                | Sakurajōsui         | 桜上水       | 0.9              | 7.0              | ●  | ●    | ●  | ｜  | ｜ | ｜ | | Setagaya |
|                                                                | Kami-Kitazawa       | 上北沢       | 0.8              | 7.8              | ｜ | ｜   | ｜ | ｜  | ｜ | ｜ | | Setagaya |
|                                                                | Hachimanyama        | 八幡山       | 0.6              | 8.4              | ●  | ｜   | ｜ | ｜  | ｜ | ｜ | | Suginami |
|                                                                | Roka-kōen           | 芦花公園     | 0.7              | 9.1              | ｜ | ｜   | ｜ | ｜  | ｜ | ｜ | | Setagaya |
|                                                                | Chitose-Karasuyama  | 千歳烏山     | 0.8              | 9.9              | ●  | ●    | ●  | ●   | ｜ | ｜ | | Setagaya |
|                                                                | Sengawa             | 仙川         | 1.6              | 11.5             | ●  | ●    | ｜ | ｜  | ｜ | ｜ | | Chōfu    |
|                                                                | Tsutsujigaoka       | つつじヶ丘   | 1.0              | 12.5             | ●  | ●    | ●  | ｜  | ｜ | ｜ | | Chōfu    |
|                                                                | Shibasaki           | 柴崎         | 0.8              | 13.3             | ｜ | ｜   | ｜ | ｜  | ｜ | ｜ | | Chōfu    |
|                                                                | Kokuryō             | 国領         | 0.9              | 14.2             | ｜ | ｜   | ｜ | ｜  | ｜ | ｜ | | Chōfu    |
|                                                                | Fuda                | 布田         | 0.7              | 14.9             | ◇  | ◇    | ◇  | ◇   | ◇  | ｜ | | Chōfu    |
|                                                                | Chōfu               | 調布         | 0.6              | 15.5             | ●  | ●    | ●  | ●   | ●  | ｜ | Tuyến Keio Sagamihara (một số chuyến chạy từ Shinjuku). | Chōfu    |
|                                                                | Nishi-Chōfu         | 西調布       | 1.5              | 17.0             | ●  | ｜   | ｜ | ｜  | ｜ | ｜ | | Chōfu    |
|                                                                | Tobitakyū           | 飛田給       | 0.7              | 17.7             | ●  | ◇    | ◇  | ◇   | ◇  | ◇  | | Chōfu    |
|                                                                | Musashinodai        | 武蔵野台     | 1.1              | 18.8             | ●  | ｜   | ｜ | ｜  | ｜ | ｜ | Tuyến Seibu Tamagawa (Shiraitodai hoặc Tama) | Fuchū    |
|                                                                | Tama-Reien          | 多磨霊園     | 0.8              | 19.6             | ●  | ｜   | ｜ | ｜  | ｜ | ｜ | | Fuchū    |
|                                                                | Higashi-Fuchū       | 東府中       | 0.8              | 20.4             | ●  | ●    | ●  | ◇   | ◇  | ｜ | Tuyến Keio Keibajo (một số chuyến từ Shinjuku) | Fuchū    |
|                                                                | Fuchū               | 府中         | 1.5              | 21.9             | ●  | ●    | ●  | ●   | ●  | ●  | | Fuchū    |
|                                                                | Bubaigawara         | 分倍河原     | 1.2              | 23.1             | ●  | ●    | ●  | ●   | ●  | ●  | JN Tuyến Nambu | Fuchū    |
|                                                                | Nakagawara          | 中河原       | 1.6              | 24.7             | ●  | ●    | ｜ | ◇   | ｜ | ｜ | | Fuchū    |
|                                                                | Seiseki-Sakuragaoka | 聖蹟桜ヶ丘   | 1.6              | 26.3             | ●  | ●    | ●  | ●   | ●  | ●  | | Tama     |
|                                                                | Mogusaen            | 百草園       | 1.7              | 28.0             | ●  | ●    | ◇  | ◇   | ◇  | ｜ | | Hino     |
|                                                                | Takahatafudō        | 高幡不動     | 1.7              | 29.7             | ●  | ●    | ●  | ●   | ●  | ●  | Tuyến Keio Dobutsuen (một số chuyến từ Shinjuku) Tuyến một ray Tama Toshi | Hino     |
|                                                                | Minamidaira         | 南平         | 2.4              | 32.1             | ●  | ●    | ｜ | ｜  | ｜ | ｜ | | Hino     |
|                                                                | Hirayamajōshi-kōen  | 平山城址公園 | 1.3              | 33.4             | ●  | ●    | ｜ | ｜  | ｜ | ｜ | | Hino     |
|                                                                | Naganuma            | 長沼         | 1.5              | 34.9             | ●  | ●    | ｜ | ｜  | ｜ | ｜ | | Hachiōji |
|                                                                | Kitano              | 北野         | 1.2              | 36.1             | ●  | ●    | ●  | ●   | ●  | ●  | Tuyến Keio Takao (một số chuyến từ Shinjuku) | Hachiōji |
|                                                                | Keiō-Hachiōji       | 京王八王子   | 1.8              | 37.9             | ●  | ●    | ●  | ●   | ●  | ●  | - ■ Tuyến chính Chuo (Hachiōji) - JH Tuyến Yokohama (Hachiōji) - ■ Tuyến Hachiko (Hachiōji) | Hachiōji |

Các sự kiện tại các ga được đánh dấu bằng kí hiệu "◇" mà các chuyến tàu dừng lại theo mùa đặc biệt:
- Ga Fuda: Lễ hội pháo hoa thành phố Chofu.
- Ga Tobitakyū: Bóng đá, hòa nhạc, v.v. tại Sân vận động Ajinomoto.
- Ga Higashi-Fuchū: Các sự kiện (gồm Arima Kinen) tại Trường đua ngựa Tokyo; chuyển sang tuyến Keiō Keibajō.
- Ga Nakagawara: Lễ hội pháo hoa Seiseki-Tamagawa.
- Ga Mogusaen: Các ngày thứ bảy và ngày lễ trong Lễ hội Hoa Mai.

## Lịch sử
Đoạn Shinjuku đến Chōfu mở cửa vào năm 1913 dưới dạng tuyến nội đô khổ 1.372 mm (4 ft 6 in) được điện khí hóa 600 V DC, và được mở rộng dần theo cả hai hướng để tuyến nối Shinjuku và Fuchu vào năm 1916. Đoạn Sasazuka đến Fuchu đã được làm đường ray kép từ năm 1920 đến năm 1923.
Việc mở rộng tuyến đến Higashi-Hachiōji (nay là Keiō-Hachiōji) được hoàn thành bởi công ty Đường sắt điện Gyokunan vào năm 1925. Tuyến điện khí hóa này được xây dựng theo khổ hẹp tiêu chuẩn của Nhật Bản là 1.067 mm (3 ft 6 in) nhằm nỗ lực tìm kiếm một khoản trợ cấp của chính phủ, và do đó, các đoàn tàu từ mỗi tuyến đường sắt lại không thể hoạt động trên đường ray của nhau. Đơn đề nghị trợ cấp đã bị từ chối trên cơ sở tuyến này cạnh tranh với Tuyến chính Chuo của Đường sắt Chính phủ Nhật Bản (JGR), và do đó Đường sắt điện Gyokunan hợp nhất với Công ty Đường sắt Điện Keio, tuyến được đăng kí lên 1.372 mm và hoạt động của các chuyến tàu từ Shinjuku đến Higashi-Hachiōji bắt đầu vào năm 1928.
Các đoạn Fuchu đến Nakagawara và Seiseki-Sakuragaoka đến Kitano được nối đôi vào năm 1929. Năm 1963, ga cuối ban đầu tại Shinjuku và đoạn chạy trên phố ngày nay là Quốc đạo 20 của Nhật Bản hướng tới Ga Sasazuka đã được chuyển sang tuyến ngầm. Ngoài ra, điện áp đường dây trên không được tăng lên 1.500 V DC. Đoạn Nakagawara đến Seiseki-Sakuragaoka được đường đôi vào năm 1964. Đoạn Kitano đến Keio-Hachioji được đường đôi vào năm 1970, và việc di dời ga đầu cuối dưới lòng đất được hoàn thành vào năm 1989.
Kể từ khi bắt đầu lịch trình sửa đổi được giới thiệu vào ngày 25 tháng 9 năm 2015, các dịch vụ Chuẩn đặc cấp cũng sẽ dừng tại các ga Sasazuka và Chitose-Karasuyama, và các dịch vụ Khu gian Cấp hành cũng sẽ dừng tại ga Sengawa.
Giao lộ bằng phẳng ở phía tây của ga Chofu giữa Tuyến Keio và Tuyến Keio Sagamihara đã là nguyên nhân gây tắc nghẽn trong toàn bộ mạng tuyến Keio trong nhiều năm. Keio đã tiến hành cấu hình lại các nhà ga và đặt toàn bộ tuyến giao nhau cùng ga Chofu xuống lòng đất để cải thiện hoạt động và phân tách giao thông giữa hai tuyến. Phần ngầm của Keio quanh Ga Chofu đến Kokuryo được hoàn thành vào năm 2012.

### Giao cắt đồng mức và tắc nghẽn
Tuyến Keiō nổi tiếng với những điểm giao cắt ngang bằng, trong đó 25 tuyến nằm trên đoạn dài 7,2 km giữa ga Sasazuka và Sengawa được Cục Xây dựng Chính quyền Tokyo phân loại là akazu no fumikiri vì chúng không cho giao thông đường bộ di chuyển trong hơn 40 phút/giờ. Ùn tắc trên Tuyến Keiō cũng là một vấn đề đáng lo ngại, các chuyến tàu thường chạy cách nhau chỉ gần 1 phút trong giờ cao điểm. Vào năm 2016, Keiō và Cục Xây dựng Chính quyền Tokyo đã đề xuất rằng đoạn giữa Sasazuka và Chofu được tách biệt và mở rộng thành đường bốn cấp để giảm bớt những ảnh hưởng do hiện tại tập trung vào tuyến đường đôi đồng cấp hiện có. Sau đó, đề xuất phát triển để kêu gọi hai bộ đường ray riêng biệt, mỗi tuyến dành riêng cho các dịch vụ tốc hành và địa phương, tương tự như Tuyến Keiō Mới và Keiō giữa các ga Sasazuka và Shinjuku.
Với việc hoàn thành hạ ngầm giữa các ga Chofu và Kokuryo vào năm 2012, việc xây dựng đã bắt đầu nâng tuyến giữa các ga Sasazuka và Sengawa. Chính phủ đã lên kế hoạch cho dự án phân loại cho đoạn tuyến này sẽ hoàn thành vào năm 2022, nhưng ngày này đã bị trì hoãn do vấn đề thu hồi đất.
Keiō đã đề xuất giai đoạn sau cho toàn bộ hành lang liên quan đến việc xây dựng một bộ đường ray ngầm khác nữa cho các dịch vụ tốc hành giữa Sasazuka và Chofu, tăng gấp bốn lần việc theo dõi hành lang một cách hiệu quả. Thiết kế của ga Chofu sau khi hoàn thành công trình ngầm vào năm 2012 cho phép đưa vào một bộ đường ray cao tốc ngầm khác trong tương lai.